# 彌生站
- 關於位於北海道三笠市的北海道旅客鐵道幌內線車站，請見「彌生站 (北海道)」。
- 關於位於北海道枝幸郡中頓別町的北海道旅客鐵道天北線車站，請見「新彌生站」。
- 關於位於北海道名寄市的北海道旅客鐵道深名線車站，請見「天鹽彌生站」。

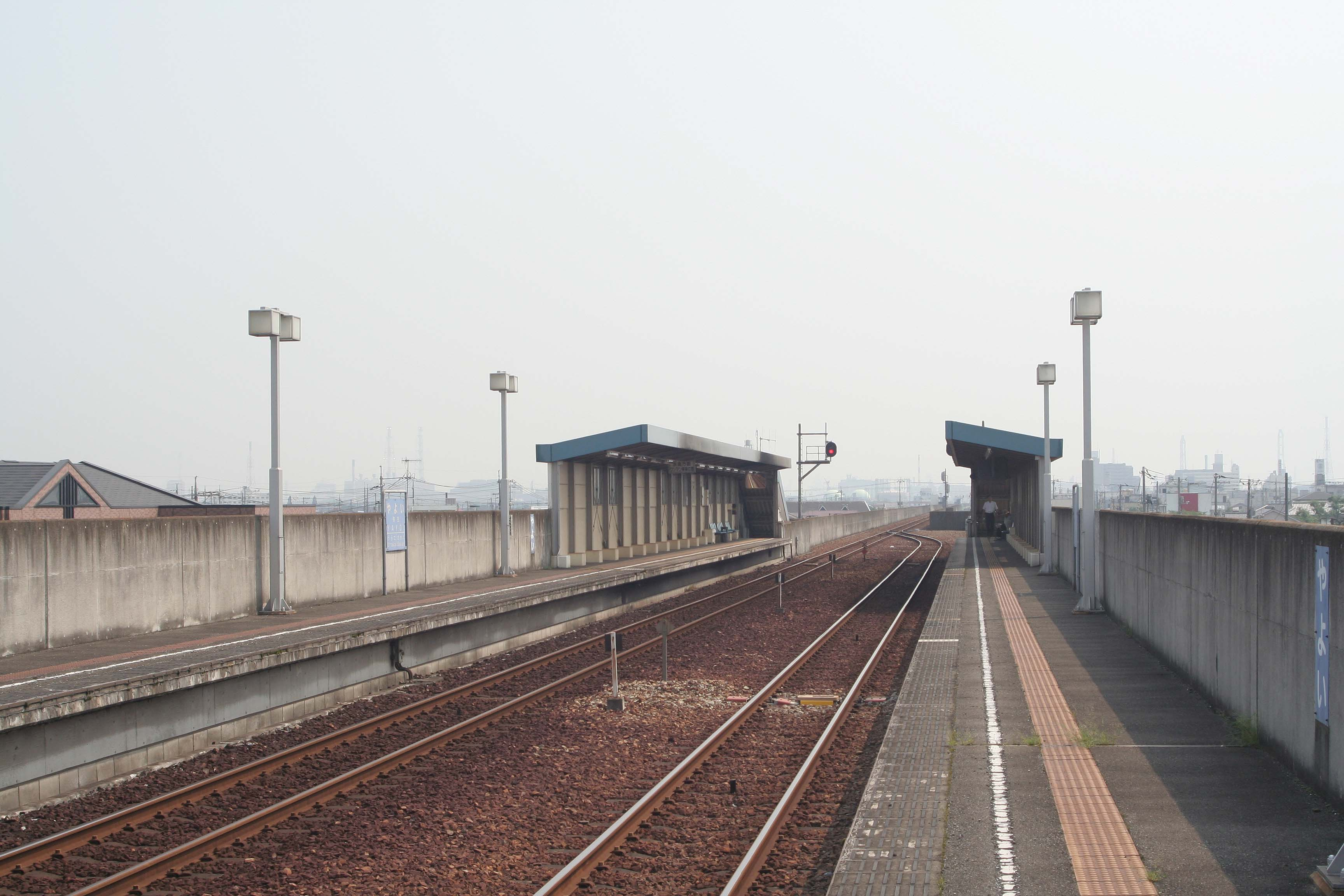
站內（2007年7月25日）

彌生站（日语：／ Yayoi eki */?）是位於岡山縣倉敷市水島東彌生町，水島臨海鐵道的水島本線車站。車站編號為MR5。

## 歷史
- 1943年（昭和18年）7月 - 三菱重工業水島飛機製作所（現時：三菱汽車水島製作所）專用鐵道福田站啟用[1]。
- 1948年（昭和23年）8月20日 - 車站改名為彌生站，並開始旅客業務[1]。
- 1952年（昭和27年）4月1日 - 專用鐵道轉讓至倉敷市，成為倉敷市交通局車站。
- 1970年（昭和45年）4月1日 - 倉敷市交通局鐵路線轉讓至水島臨海鐵道，成為水島臨海鐵道車站。
- 1992年（平成4年）9月7日 - 車站高架化，同時加設列車交會設備[2]。

## 車站構造
車站是一座高架車站，設有2面2線的相對式月台。此站是無人車站。各月台設有通道連接車站出入口。月台部分位置設有上蓋。

## 月台
| 月台              | 路線     | 上下行 | 方向                 |
| ----------------- | -------- | ------ | -------------------- |
| 倉敷方向 （西邊） | 水島本線 | 上行   | 倉敷市方向           |
| 水島方向 （東邊） | 水島本線 | 下行   | 水島、三菱自工前方向 |

在1992年車站高架化前，此站只有1面1線的月台，當時列車交會設備位於鄰站榮站。

## 利用狀況
以下為1日平均乘車和上下車人次列表。
| 年度   | 1日平均 乘車人冷 | 1日平均 上下車人次 |
| ------ | ---------------- | ------------------ |
| 1999年 | 282              | 688                |
| 2000年 | 272              | 683                |
| 2001年 | 221              | 546                |
| 2002年 | 205              | 491                |
| 2003年 | 198              | 483                |
| 2004年 | 199              | 486                |
| 2005年 | 191              | 466                |
| 2006年 | 196              | 476                |
| 2007年 | 194              | 478                |
| 2008年 | 209              | 504                |
| 2009年 | 202              | 477                |

## 車站周邊
車站周邊都是住宅區。
- 岡山縣立倉敷古城池高等學校（日语：岡山県立倉敷古城池高等学校）
- 倉敷市立水島小學
- 倉敷市立第四福田小學
- 倉敷市立第四福田幼稚園
- 岡山朝鮮初中級學校
- 倉敷醫療生活協同組合、水島協同醫院
- 倉敷醫療生活協同組合、健壽協同醫院
- 日本基督教團、倉敷水島教會 （页面存档备份，存于）[4]
- 天主教水島教會、瑪麗亞幼稚園
- 水島拿撒勒教會（日语：ナザレン教会）、聖和保育園

## 相鄰車站
水島臨海鐵道
水島本線
浦田（MR4）－彌生（MR5）－榮（MR6）

## 注腳
1. 1 2  会社沿革 （页面存档备份，存于）（日語）（水島臨海鐵道）、水島臨海鉄道 小史 （页面存档备份，存于）（日語）（日本民營鐵道協會）
2. ↑  . 交通新聞 (交通新聞社). 1992-08-21: 1 （日语）.
3. ↑  岡山縣統計年報
4. ↑  . 倉敷水島教会について | 日本キリスト教団倉敷水島教会.   [2018-11-05]. （原始内容存档于2021-06-05） （日语）.